# Лајонс (Џорџија)
Лајонс (Џорџија) (енгл. Lyons) град је у америчкој савезној држави Џорџија. По попису становништва из 2010. у њему је живело 4.367 становника.

## Демографија
Према попису становништва из 2010. у граду је живело 4.367 становника, што је 198 (4,7%) становника више него 2000. године.
| Група             | 2000.         | 2010.         |
| Белци             | 2.190 (52,5%) | 2.034 (46,6%) |
| Афроамериканци    | 1.350 (32,4%) | 1.481 (33,9%) |
| Азијати           | 7 (0,2%)      | 10 (0,2%)     |
| Хиспаноамериканци | 628 (15,1%)   | 779 (17,8%)   |
| Укупно            | 4.169         | 4.367         |